# 福知山市立昭和小学校
福知山市立昭和小学校（ふくちやましりつ しょうわしょうがっこう）は、京都府福知山市にある公立小学校。現在の児童数は651人（令和3年5月現在）

## 概要
福知山市立惇明小学校からの分離により1934年に開校。福知山市の小学校では最も児童数が多い。

## 沿革
- 1934年（昭和9年） - 惇明尋常小学校から分離し、昭和尋常小学校が開校[1]
- 1941年（昭和16年） - 国民学校令により、昭和国民学校へ改称
- 1944年（昭和19年） - 高等化のみの国民学校へ移行、これまでの初等科は惇明国民学校に収容
- 1947年（昭和22年） - 戦後の学制改革により、福知山市立北中学校へ改称
- 1949年（昭和24年） - 福知山市立昭和小学校として福知山市立惇明小学校から再分離
- 1976年（昭和51年） - 校舎の全面改築工事が竣工
- 1980年（昭和55年） - 本館、プールが竣工
- 2014年（平成26年） - 平成26年8月豪雨で冠水、学校給食の一時中止やグラウンドの土を入れ替える措置を行うなどの被害が発生[2] [3]

## 主な進学先
- 福知山市立南陵中学校
- 京都府立福知山高等学校附属中学校
- 京都共栄学園中学校

## 校区

### 校区の範囲
下柳町、菱屋町、下紺屋町、西町、寺町、鋳物師町、和久市町、昭和新町、東本町、西本町、南本町、北本町一区、北本町二区、上篠尾一区、上篠尾二区、下篠尾、篠尾新町、東羽合、西羽合、南羽合、北羽合、向野、厚中問屋町、厚東町

### 校区内の施設
- 福知山消防署
- 福知山郵便局
- 京都共栄学園中学校・高等学校
- 市立福知山市民病院
- 福知山市民体育館
- 福知山市温水プール
- 福知山終末処理場
- 国道9号（山陰道）
- 京都府道523号福知山停車場篠尾線

## 交通アクセス
- JR西日本山陰本線・福知山線、京都丹後鉄道宮福線 福知山駅
- 京都交通、丹海バス 昭和小学校前バス停